# Edison Gjergo
Edison Gjergo też jako: Edison Gjerko (ur. 16 kwietnia 1939 w Tiranie, zm. 25 czerwca 1989 tamże) – albański malarz.

## Życiorys
Syn Vangjela i Kornelii. Ukończył studia w Instytucie Sztuk w Tiranie. Początkowo tworzył obrazy w konwencji socrealistycznej. W latach 1966 i 1970 obrazy Gjergo znalazły się na wystawach sztuki narodowej w Tiranie. Pod wpływem zmian w albańskiej polityce kulturalnej w początkach lat 70. jego twórczość ewoluowała w kierunku modernizmu i kubizmu. W 1971 powstał najbardziej znany obraz artysty Epika e yjeve te mengjesit (Epika gwiazd porannych), w którym przedstawił partyzantów komunistycznych w ciemnych, niepokojących barwach, odmiennych od dotychczasowej konwencji. Na wystawie Pranvera w 1971 Gjergo zaprezentował oprócz wspomnianego obrazu także drugi Fonditori. Aresztowany 15 stycznia 1975 przez funkcjonariuszy Sigurimi. 29 kwietnia 1975 skazany przez Sąd Okręgowy w Tiranie na karę 8 lat więzienia za "uprawianie agitacji i propagandy skierowanej przeciwko władzy ludowej". Przed sądem publicznie skrytykował sztukę socrealistyczną. Karę odbywał w więzieniu w Spaçu, wspólnie z Maksem Velo. Uwolniony 28 października 1982, przez ostatnie lata życia pracował jako dekorator w przedsiębiorstwie produkującym pomoce szkolne. Prowadząca nadal inwigilację Gjergo Sigurimi w 1989 przygotowywała przeciwko niemu kolejną sprawę karną, ale w tym samym roku artysta zmarł.
W zbiorach Narodowej Galerii Sztuki w Tiranie znajdują się cztery zachowane obrazy Edisona Gjergo. W 2017 w ramach wystawy w tirańskim Shtepia e Gjetheve (Dom Liści) udostępniono publicznie materiały z inwigilacji artysty i raporty tajnych współpracowników Sigurimi dotyczące Gjergo. Imię artysty nosi jedna z ulic we wschodniej części Tirany (dzielnica Ali Demi).
Nie założył rodziny.